# NGC 545
NGC 545 (również PGC 5323 lub UGC 1007) – galaktyka eliptyczna (E-S0), znajdująca się w gwiazdozbiorze Wieloryba. Odkrył ją William Herschel 1 października 1785 roku. Z galaktyką NGC 547 tworzy system podwójny, skatalogowany jako Arp 308 w Atlasie Osobliwych Galaktyk.